# Anton Wahlberg
Anton Bernhard Wahlberg, född 19 april 1878 i Ytterlännäs församling, Västernorrlands län, död 20 februari 1957 i Söderhamns församling, Gävleborgs län var en svensk musikdirektör.

## Biografi
År 1900 blev Wahlberg folkskollärare, organist och klockare i Högsjö församling i Västernorrlands län, men flyttade 1902 till Stockholm, där han studerade vid Musikkonservatoriet och avlade musikdirektörsexamen. Han var en tid folkskollärare i Stockholm och under något år musikdirektör vid Folkan där, men blev därefter inspektör vid livförsäkringsbolag och startade assurans- och handelsfirman Wahlberg & Comp i huvudstaden. I och för affärer i Finland vistades Wahlberg där vid utbrottet av finska inbördeskriget och var ledare för den ström av svenska flyktingar, som i februari 1918 hemfördes till Sverige på av svenska staten utsänt fartyg. I april samma år företog han en affärsresa till Finland med flygplan från Stockholm – den första utrikes affärsresan med flygplan i Sverige.
Wahlberg blev 1924 musiklärare vid läroverket i Söderhamn. År 1926 bildade han i nämnda stad Söderhamns orkesterförening, i vilken 1948 uppgick den av honom bildade Vallviks orkesterförening. Han var sekreterare i Gävleborgs läns sångarförbund 1929–1935. Han invaldes som associé av Kungliga Musikaliska Akademien 1956.
Anton Wahlberg var från 1906 till sin död gift med skådespelaren Louise Eneman (1881–1961). De är begravda på Arbrå kyrkogård.